# ユセフ・エン＝ネシリ
ユセフ・エン＝ネシリ（Youssef En-Nesyri; アラビア語: يوسف النصيري、1997年6月1日 - ）は、モロッコ・フェズ出身のプロサッカー選手。フェネルバフチェSK所属。モロッコ代表。ポジションはFW。

## 経歴

### クラブ
モロッコのムハンマド6世フットボールアカデミーで育成され、2015年に12万5000ユーロでマラガCFに移籍。 
2016年4月16日、リザーブチームデビュー。2016年8月23日、2020年までのプロ契約を結んだ。3日後のRCDエスパニョール戦でトップチームデビュー。9月21日のSDエイバル戦で初ゴール。
2018年8月17日、CDレガネスと2023年までの5年契約を結んだ。
2020年1月16日、セビージャFCと2025年までの契約を締結した。                                      
2024年7月25日、フェネルバフチェSKと2029年までの契約を締結した             

### 代表
2016年8月22日、アルバニア代表とサントメ・プリンシペ代表との親善試合に臨むメンバーに選ばれた。9日後に開催されたアルバニア戦でモロッコ代表初キャップを記録した。2018年のワールドカップでは、最終戦のスペイン戦で2-1とするヘディングを決めたものの、その後追いつかれチームはグループリーグ敗退となった。
2022年ワールドカップでは、カナダ戦でリードを広げるゴールを決めてベスト16進出に貢献した。さらに、2022年12月10日、決勝トーナメントのポルトガル戦では 飛び出したGKよりも高い打点からのヘディングを叩き込んで先制点を奪った。その得点を最後まで守り抜き1-0で勝利したことでモロッコ代表はアフリカ勢で初のワールド杯ベスト4進出を決めた。

## 代表歴

### 出場大会
- モロッコ代表
  - 2018 FIFAワールドカップ
  - 2022 FIFAワールドカップ

### 試合数
- 国際Aマッチ 65試合 17得点（2016年-）[11]

| モロッコ代表 | 国際Aマッチ | 国際Aマッチ |
| 年           | 出場        | 得点        |
| ------------ | ----------- | ----------- |
| 2016         | 6           | 0           |
| 2017         | 9           | 1           |
| 2018         | 7           | 5           |
| 2019         | 10          | 3           |
| 2020         | 3           | 2           |
| 2021         | 5           | 0           |
| 2022         | 17          | 6           |
| 2023         | 8           | 0           |
| 2024         |             |             |
| 通算         | 65          | 17          |

### 得点
| #   | 開催日         | 開催地                                                | 対戦国             | スコア | 結果         | 試合概要                           |
| --- | -------------- | ----------------------------------------------------- | ------------------ | ------ | ------------ | ---------------------------------- |
| 1.  | 2017年1月20日  | オイェム、スタッド・ドイェム                          | トーゴ             | 3–1    | 3–1          | アフリカネイションズカップ2017     |
| 2.  | 2018年6月9日   | タリン、ア・ル・コック・アレーナ                      | エストニア         | 3–0    | 3–1          | 親善試合                           |
| 3.  | 2018年6月25日  | カリーニングラード、カリーニングラード・スタジアム    | スペイン           | 2–1    | 2–2          | 2018 FIFAワールドカップ            |
| 4.  | 2018年9月8日   | カサブランカ、スタッド・モハメド・サンク              | マラウイ           | 2–0    | 3–0          | アフリカネイションズカップ2019予選 |
| 5.  | 2018年9月8日   | カサブランカ、スタッド・モハメド・サンク              | マラウイ           | 3–0    | 3–0          | アフリカネイションズカップ2019予選 |
| 6.  | 2018年11月20日 | チュニジア ラデス、スタッド・オリンピック・ドゥ・ラデ | チュニジア         | 1–0    | 1–0          | 親善試合                           |
| 7.  | 2019年6月28日  | カイロ、アッ＝サラーム・スタジアム                    | コートジボワール   | 1–0    | 1–0          | アフリカネイションズカップ2019     |
| 8.  | 2019年7月5日   | カイロ、アッ＝サラーム・スタジアム                    | ベナン             | 1–1    | 1–1 (1–4 (p) | アフリカネイションズカップ2019     |
| 9.  | 2019年11月19日 | ブジュンブラ、イントワリ・スタジアム                  | ブルンジ           | 2–0    | 3–0          | アフリカネイションズカップ2021予選 |
| 10. | 2020年10月9日  | ラバト、スタッド・ムーレイ・アブドゥラ                | セネガル           | 2–0    | 3–1          | 親善試合                           |
| 11. | 2020年11月17日 | ドゥアラ、スタッド・ドゥ・ラ・レユニフィカシオン      | 中央アフリカ共和国 | 2–0    | 2–0          | アフリカネイションズカップ2021予選 |
| 12. | 2022年1月25日  | ヤウンデ、スタッド・アマド・アイジョ                  | マラウイ           | 1–1    | 2–1          | アフリカネイションズカップ2021     |
| 13. | 2022年6月9日   | ラバト、スタッド・ムーレイ・アブドゥラ                | 南アフリカ共和国   | 1–1    | 2–1          | アフリカネイションズカップ2023予選 |
| 14. | 2022年6月13日  | カサブランカ、スタッド・モハメド・サンク              | リベリア           | 2–0    | 2–0          | アフリカネイションズカップ2023予選 |
| 15. | 2022年11月17日 | シャールジャ、シャールジャ・スタジアム                | ジョージア         | 1–0    | 3–0          | 親善試合                           |
| 16. | 2022年12月1日  | ドーハ、アル・トゥマーマ・スタジアム                  | カナダ             | 2–0    | 2–1          | 2022 FIFAワールドカップ            |
| 17. | 2022年12月10日 | ドーハ、アル・トゥマーマ・スタジアム                  | ポルトガル         | 1–0    | 1–0          | 2022 FIFAワールドカップ            |
| 18. | 2024年1月11日  | サン＝ペドロ、ローラン・ポク・スタジアム              | シエラレオネ       | 1–1    | 3–1          | 親善試合                           |
| 19. | 2024年1月11日  | サン＝ペドロ、ローラン・ポク・スタジアム              | シエラレオネ       | 3–1    | 3–1          | 親善試合                           |
| 20. | 2024年1月17日  | サン＝ペドロ、ローラン・ポク・スタジアム              | タンザニア         | 3–0    | 3–0          | アフリカネイションズカップ2023予選 |
| 21. | 2024年10月15日 | ウジダ、スタッド・ドヌール                            | 中央アフリカ共和国 | 3–0    | 4–0          | アフリカネイションズカップ2025予選 |
| 22. | 2024年11月15日 | フランスヴィル、スタッド・ド・フランスヴィル          | ガボン             | 4–1    | 5–1          | アフリカネイションズカップ2025予選 |
| 23. | 2024年11月18日 | ウジダ、スタッド・ドヌール                            | レソト             | 6–0    | 7–0          | アフリカネイションズカップ2025予選 |

## タイトル

### クラブ
セビージャ
- UEFAヨーロッパリーグ:2回（2019-20, 2022-23）

### 個人
- レガネス年間最優秀選手 : 2018-19
- ラ・リーガ月間最優秀選手賞 : 2回 (2021年1月, 2023年4月)

### 勲章
- モロッコ国家勲章（英語版） : 2022[12]